# Smionia
Smionia là một chi nhện trong họ Gnaphosidae.